# Полома, Пьер-Ив
Пьер-Ив Полома́ (фр. Pierre-Yves Polomat; род. 27 декабря 1993, Фор-де-Франс, Мартиника, Франция) — французский футболист, защитник.

## Карьера

### Клубная
Пьер-Ив Полома начинал заниматься футболом на Мартинике в клубах «Эссор Прешотен» и «Пелеан». В 2008 году футболист оказался в системе подготовки футбольного клуба «Олимпик» (Марсель). С 2010 года играл за молодёжные команды «Сент-Этьена».
Защитник дебютировал в первой команде «зелёных» 26 сентября 2012 года в матче Кубка лиги против «Лорьяна»
.
До окончания сезона Полома ещё дважды сыграл в матчах Кубка Франции.

### В сборной
Пьер-Ив Полома в составе сборной Франции для игроков не старше 20 лет принимал участие в молодёжном чемпионате мира—2013. Защитник впервые сыграл на турнире 6 июля 2013 года в четвертьфинальном матче против команды Узбекистана, заменив за 12 минут до конца встречи Люку Диня.
.
Также Полома вышел на замену и в финальном матче с Уругваем, в котором французы завоевали звание чемпионов мира.

## Достижения
- Чемпион мира среди молодёжи: 2013

## Статистика
| Клуб             | Сезон            | Чемпионат        | Чемпионат | Чемпионат | Кубки | Кубки | Еврокубки | Еврокубки | Всего | Всего |
| Клуб             | Сезон            | Лига             | Игры      | Голы      | Игры  | Голы  | Игры      | Голы      | Игры  | Голы  |
| ---------------- | ---------------- | ---------------- | --------- | --------- | ----- | ----- | --------- | --------- | ----- | ----- |
| Сент-Этьен       | 2012/13          | Лига 1           | 0         | 0         | 3     | 0     | 0         | 0         | 3     | 0     |
| Сент-Этьен       | 2013/14          | Лига 1           | 0         | 0         | 0     | 0     | 0         | 0         | 0     | 0     |
| Всего за карьеру | Всего за карьеру | Всего за карьеру | 0         | 0         | 3     | 0     | 0         | 0         | 3     | 0     |